# Michael Porter

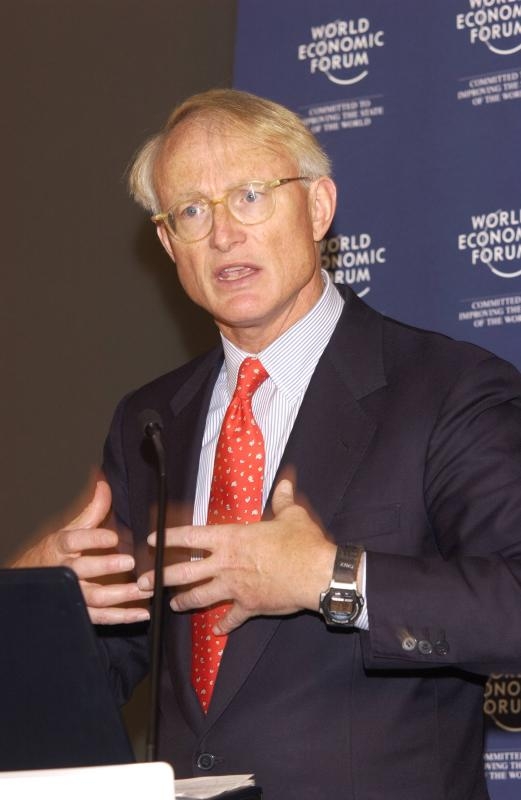
Michael Porter la World Economic Forum

Michael Eugene Porter (Născut la 23 mai 1947) este profesor de management strategic la Harvard Business School. Reprezintă o autoritate în domeniul managementului strategic și competitivității companiilor, regiunilor și statelor. Munca sa este recunoscută de numeroase guverne, corporații și cercuri academice la nivel global. Conduce programul de la Harvard Business School dedicat pregatirii directorilor executivi nou numiți în corporațiile multinaționale.

## Carieră
Michael Porter este autor a 18 cărți și articole, printre care Despre concurență, Strategia Competitivă, Avantajul Competitiv, Avantajul Competitiv Al Națiunilor și altele.